# Podul de piatră „Turcesc” din Călărașeuca
Podul de piatră „Turcesc” este un pod amplasat în Călărașeuca, raionul Ocnița, Republica Moldova. Este un monument arhitectural de importanță națională inclus în Registrul monumentelor Republicii Moldova ocrotite de stat cu nr. 1683 (raionul Ocnița). Datează din 1829.